# SM-sarja 1958/59
Die Saison 1958/59 war die 28. Spielzeit der finnischen SM-sarja. Meister wurde zum ersten Mal in der Vereinsgeschichte überhaupt Tappara Tampere. Die vier Letztplatzierten mussten in der Relegation antreten und Tarmo Hämeenlinna und KalPa Kuopio stiegen in die 2. Liga ab.

## Modus
In der Hauptrunde absolvierte jede der zehn Mannschaften insgesamt 18 Spiele. Der Erstplatzierte der Hauptrunde wurde Meister. Die vier Letztplatzierten mussten in der Relegation um den Klassenerhalt antreten. Für einen Sieg erhielt jede Mannschaft zwei Punkte, bei einem Unentschieden gab es einen Punkt und bei einer Niederlage null Punkte.

## Hauptrunde

### Tabelle
|     | Klub              | Sp | S  | U | N  | Tore   | Punkte |
| --- | ----------------- | -- | -- | - | -- | ------ | ------ |
| 1.  | Tappara Tampere   | 18 | 14 | 2 | 2  | 77:41  | 30     |
| 2.  | Koo-Vee           | 18 | 14 | 1 | 3  | 84:55  | 29     |
| 3.  | HIFK Helsinki     | 18 | 9  | 4 | 5  | 90:66  | 22     |
| 4.  | Lukko Rauma       | 18 | 10 | 1 | 7  | 76:50  | 21     |
| 5.  | TPS Turku         | 18 | 9  | 1 | 8  | 67:53  | 19     |
| 6.  | Ilves Tampere     | 18 | 8  | 3 | 7  | 73:66  | 19     |
| 7.  | HJK Helsinki      | 18 | 4  | 2 | 12 | 61:81  | 10     |
| 8.  | Tarmo Hämeenlinna | 18 | 5  | 0 | 13 | 57:84  | 10     |
| 9.  | KalPa Kuopio      | 18 | 3  | 4 | 11 | 66:101 | 10     |
| 10. | HPK Hämeenlinna   | 18 | 5  | 0 | 13 | 48:102 | 10     |

Sp = Spiele, S = Siege, U = Unentschieden, N = Niederlagen